# Modestas Paulauskas
Modestas Juozapas Paulauskas, född 19 mars 1945 i Kretinga i dåvarande Litauiska SSR i Sovjetunionen, är en tidigare sovjetisk basketspelare som tog OS-guld 1972 i München och OS-brons 1968 i Mexico City. Han har vid sju tillfällen utsetts till Årets främste litauiska idrottsman: 1965, 1966, 1967, 1969, 1970, 1971 och 1972.